# Alpine A108
De Alpine A108 was een sportwagen die door de Franse autoconstructeur Alpine  geproduceerd werd tussen 1958 en 1965. De auto verving de Alpine A106 en deelde veel technische componenten met de Renault Dauphine.

## Historiek
In 1958 presenteerde Jean Rédélé, oprichter en toenmalig eigenaar van Alpine, de Alpine A108 als cabriolet. Uiterlijk leek het voertuig erg op de Alpine A106 cabriolet die een jaar eerder op de markt was gekomen. De verschillen in de carrosserie waren minimaal, de belangrijkste wijzigingen waren op technisch vlak: waar de A106 nog de motor uit de oudere Renault 4CV gebruikte, kreeg de A108 de Gordini-versie  van de 845 cc motor uit de Renault Dauphine. Beide modellen werden nog een tijdlang naast elkaar gebouwd.
De Alpine A106 had zijn naam ontleend aan de eerste drie cijfers van het homologatienummer van de Renault 4CV, waarop de A106 gebaseerd was. Volgens dezelfde logica had de nieuwe auto A109 moeten heten omdat hij de mechanische componenten van de nieuwere Renault Dauphine gebruikte. De nieuwe auto, die veel van zijn niet-mechanische componenten had geërfd van de A106, kreeg echter de naam Alpine A108. Ook bij latere modellen van Alpine was er geen link meer de Renault-modellen.
In 1959 werd de A108 Coupé gelanceerd. Dit model nam de basisvorm van de cabriolet over maar had een vast dak dat niet afneembaar was. Met een oplage van 12 tot 15 exemplaren is dit een van zeldzaamste Alpine-modellen.
Het aanbod van Alpine werd verder uitgebreid met de A108 Coupé 2+2. Dit was een volledig origineel ontwerp van Chappe et Gessalin. De carrosserie had kleine staartvinnen en een veel hoekiger dak in vergelijking met de A108 Coupé. De A108 Coupé 2+2 was een vierzitter en werd op de markt gebracht als GT.
In 1960 werd het ontwerp van de A108 fundamenteel gewijzigd. Deze herziening leidde tot het ontwerp dat alle Alpine-voertuigen tot 1977 zou kenmerken. De nieuwe A108 cabriolet kreeg het achtervoegsel "Cabrio Sport" en de nieuwe A108 coupé kreeg het achtervoegsel "Coupé Sport". De A108 Coupé 2+2 bleef ongewijzigd en werd niet beïnvloed door de ontwerpwijziging. De ontwerpstudies voor de nieuwe carrosserie leverden in 1960 ook een nieuw model op: de Alpine A108 Berlinette. Dit was een Alpine A108 Cabrio met een nieuwe dakconstructie, geïnspireerd door de lijnen van een Alfa Romeo coupé. De Berlinette zou een grote rol gaan spelen in het toekomstige succes van het merk: De Alpine A108 Berlinette was het nieuwe motorsportvoertuig van Alpine, in navolging van de Alpine A106 Coach. De wagen evolueerde later tot de Alpine A110 Berlinette, die een racelegende zou worden.
Met de Alpine A108 begon Jean Rédélé zelf de carrosserieën voor zijn voertuigen te produceren. De Alpine Coupé 2+2 bleef echter nog steeds door Chappe et Gressalin gebouwd worden.
In het najaar van 1961 werd de eerste A110 Berlinette gebouwd en aangekondigd als de opvolger van de A108. In 1962 werden op het Autosalon van Parijs de A110 Berlinette en de Alpine A110 GT4 (opvolger van de A108 Coupé 2+2) aan het publiek voorgesteld. De verschillende versies van de A108 werden gebouwd tot 1964, de A108 Berlinette tot 1965.

## Ontwerp
Het ontwerp van de A108 Cabrio kwam van Giovanni Michelotti. Net zoals alle productievoertuigen van Alpine was ook de A108 voorzien van een lichtgewicht carrosserie uit kunststof. Tot 1960 was die carrosserie nagenoeg identiek aan de A106.
In 1960 kreeg de A108 een volledig nieuw, gestroomlijnd ontwerp. Philippe Charles tekende de nieuwe carrosserie die in de windtunnel bij Citroën getest werd en een gunstige luchtweerstandscoëfficiënt behaalde. De ronde koplampen, afkomstig van de Renault Dauphine, werden geïntegreerd in de spatborden en kregen een afdichting in plexiglas. De vorm van het dak en de ventilatiesleuven aan de zijkant voor de motorkoeling bleven behouden.
In het interieur was de A108 voorzien van kuipzetels die zeer laag op de vloer gemonteerd waren en een dashboard met een snelheidsmeter, toerenteller, brandstof- en koelvloeistoftemperatuurmeter. Luxe-opties zoals een radio en airconditioning waren niet beschikbaar. De wagen was immers in de eerste plaats gebouwd om mee te racen.
Aanvankelijk had de A108 een viercilinder heckmotor met een cilinderinhoud van 845 cc uit de Renault Dauphine, met de standaard 19,5 kW (26,5 pk) of in Gordini-uitvoering met 27 kW (37 pk). Daarnaast kon ook een Marc Mignotet-motor met een cilinderinhoud van 904 cc met 39 kW (53 pk) geleverd worden, goed voor een topsnelheid van 153 km/u. Vanaf 1960 was er ook een vierclinder heckmotor uit de Dauphine Gordini met een cilinderinhoud van 998 cc en een vermogen van 44 kW (60 pk) beschikbaar. In combinatie met een optionele handgeschakelde vijfversnellingsbak leverde die een topsnelheid van 185 km/u.

## Internationale Productie

### Brazilië
In 1961 tekende Jean Rédélé een overeenkomst met Willys-Overland do Brasil om Alpine-voertuigen onder licentie te produceren in São Paulo (Brazilië). Deze voertuigen, die als Willys Interlagos verkocht werden, waren identiek aan de Alpine A108-modellen uit 1960. Ze werden er op de markt gebracht als de Willys Interlagos Berlineta, de Willys Interlagos Cupê en de Willys Interlagos Conversível. Net als zijn Franse tegenhanger werd de Berlineta gebruikt in de racerij in Zuid-Amerika.

### Spanje
In Spanje werkte Jean Rédélé samen met Manuel Jiménez Alfaro, die ook Alpine-voertuigen in licentie bouwde. Bij FASA werden aanvankelijk voertuigen geproduceerd die identiek waren aan de Alpine A108-modellen uit 1960. In tegenstelling tot Brazilië werden later ook voertuigen geproduceerd in Spanje die overeenkwamen met het A110-model. De voertuigen werden verkocht als FASA-Alpine.

## Fotogalerij

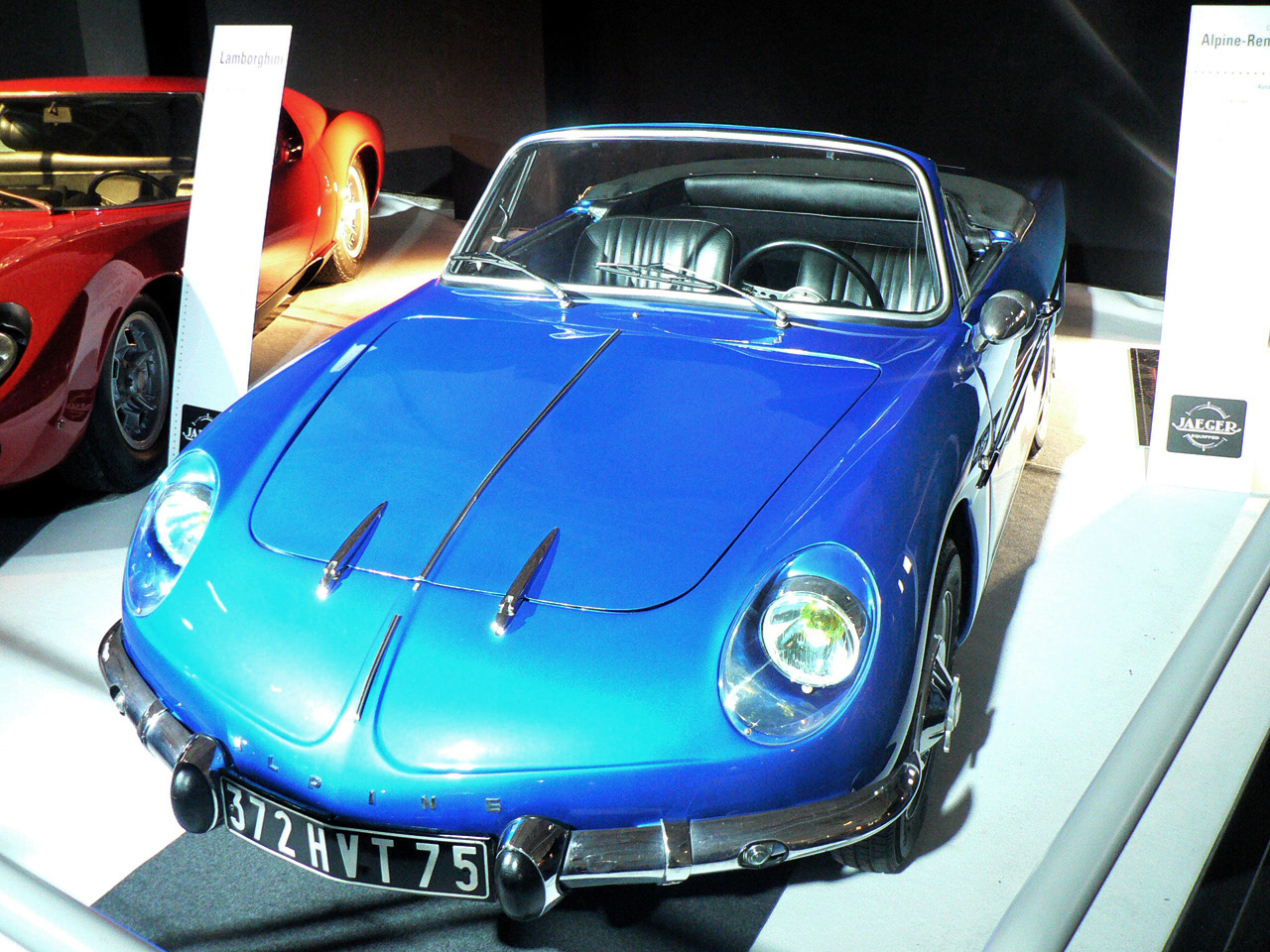
Alpine A108 Cabrio
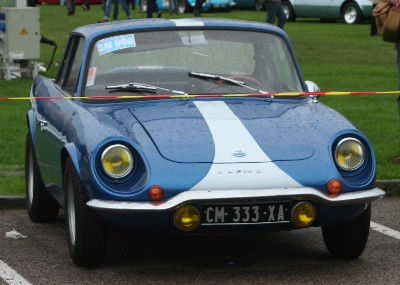
Alpine A108 Coupé 2+2
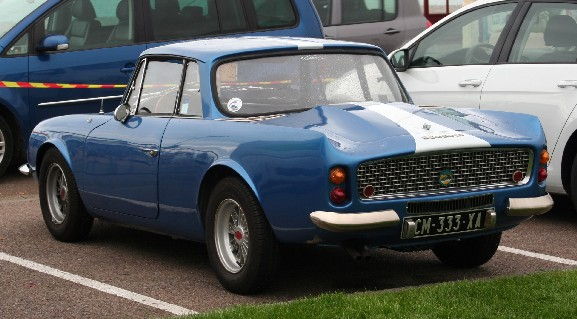
Alpine A108 Coupé 2+2, achteraanzicht
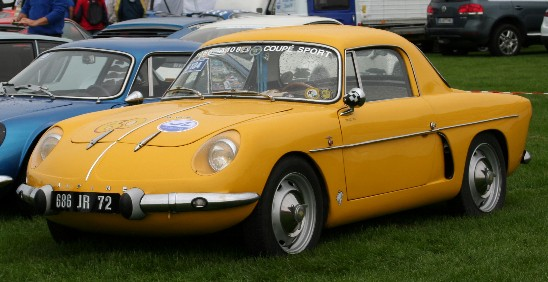
Alpine A108 Coupé Sport
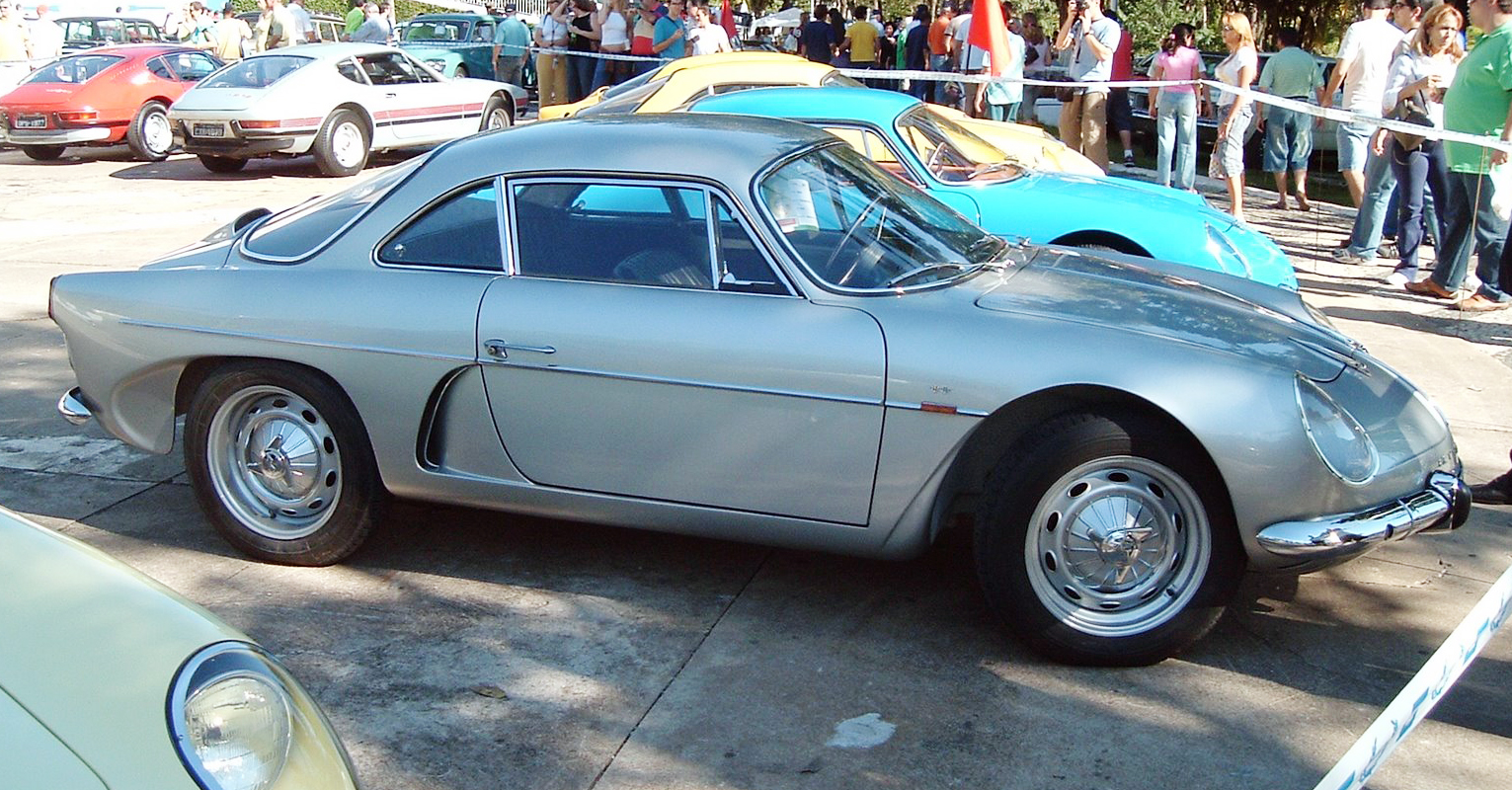
Willys Interlagos Berlineta